# Juan Pirincho
Juan Pirincho, a veces también llamado El pirincho enfermo, es un cuento de fábula creado por el escritor y periodista uruguayo Constancio C. Vigil (Rocha, Uruguay; 4 de septiembre de 1876 - Buenos Aires; 24 de septiembre de 1954) dentro de su selección de cuentos infantiles. Fue publicado en 1943 por Editorial Atlántida, la empresa fundada por el mismo Vigil en su rol empresarial.
El libro trata sobre las contrariedades de una familia de pirinchos en la búsqueda por proveerle ayuda a Juan, uno de sus hermanos, durante el padecimiento de una enfermedad transitoria que lo obliga a quedarse en reposo varios días.
Cronológicamente Juan Pirincho formó parte junto con Los enanitos Jardineros, Cabeza de Fierro y el casamiento de la comadreja entre otros, de una última tirada dentro de la colección de cuentos infantiles de Vigil en formato de historias completas sobre un personaje principal, ya que publicaciones posteriores a estas, se llevaron a cabo en otros formatos como mini libros como el sapo huevero o Jofina la cabra que originalmente fueron cuentos complementarios sobre personajes secundarios en los de La hormiguita viajera, Los Chanchín o los mencionados enanitos jardineros.

## Resumen del cuento
Juan Pirincho vive junto a sus cinco hermanos Pepita, Nicasio, Dalislao, Rudecinda y Toribio en la copa de un gran árbol en el campo. Todos los días apenas sale el sol los pirinchos suelen festejar el comienzo del nuevo día con cantos. Sin embargo una mañana solo cinco de ellos festejaron el comienzo del día mientras que Juan alegó sentirse mal. Los demás pirinchos determinan que Juan está enfermo y si bien no logran especificar qué enfermedad padece, se sabe que está inapetente y muy débil. 
Apenas bajan el resto de los pirinchos de árbol para comer algún bichito y beber agua, se encuentran allí con la cotorra Misia Pepa con su eterno pretexto de que va de viaje a la ciudad y por eso pasaba a preguntarles si los pirinchos necesitaban algo. Ellos le solicitan alguna medicina que mejore la salud de Juan y la cotorra parte con la promesa de que regresará con el pedido, aunque como era de esperarse Misia Pepa no cumple con lo prometido, dado que el viaje a la ciudad es una mera excusa que ella tiene para justificar sus chismosas conversaciones, fomentar su ego y además mantenerse aislada del resto de las cotorras que la detestan.
Al cabo de un tiempo los pirinchos se convencen de que Misia Pepa no volverá, y pese a que en un comienzo ellos temías que algo malo pudiera haberle ocurrido en el camino que justificase su tardanza, luego descubren que la cotorra estaba bien y que era ella quien se había encargado de difundir la noticia de la enfermedad de Juan a cuantos se encontraban, debido a su incorregible chusmerío, lo que genera el odio por parte de los pirinchos ante su actitud.
Comienza entonces el largo derrotero de los pirinchos por encontrar a un médico que cure a Juan, y al primero que buscan para ese propósito es al doctor Lagartija que había curado oportunamente a la hormiguita viajera., pero éste al ver a los pájaros temió que lo buscasen para comérselo y no salió de su escondite pese a los repetidos intentos de los pirinchos por convencerlo de lo contrario.
Se decidieron entonces por consultar al doctor Carpincho, quien gozaba  de igual buena fama de médico, pero el carpincho había recibido una buena paliza de parte de varios animales por cruzarse en su camino, dado que el carpincho se había encontrado en el campo unos binoculares y al mirar a través de ellos no lograba precisar la distancia exacta en que ellos se encontraban. 
Mientras los pirinchos continuaban la búsqueda de un médico adecuado, llegaban hasta el nido otras aves que trataban de proveerle a Juan algún remedio o ayuda. Algunos pájaros de la zona se encargan de vociferar con melodías el estado de salud de Juan, lo que hace que éste se sienta aún peor y que pida a gritos que canten otra cosa. Son trinos cotidianos algunos como "Juan pirincho ya no vuela, Juan Pirincho ya no canta, con aquel canto que espanta y a todos nos desconsuela" o "Juan Pirincho come poco, Juan Pirincho está muy flaco: tiene cara de macaco y a ratos parece loco".
Finalmente los pirinchos van a ver al gallinero al doctor gallo y él les dice que examinen el estado de la lengua de Juan para corroborar de que no tenga pepita, una enfermedad típica de las gallinas. Al regresar los pirinchos al nido, comprueban de que Juan no tiene ningún signo de padecer esa enfermedad y van nuevamente al gallinero a informarle al gallo de que la lengua de Juan está sana, por lo que el doctor Gallo les explica que descartando esa enfermedad y tomando en cuenta la dieta y el reposo que ha hecho Juan durante varios días, pronto se recuperará del todo.
La buena noticia ayuda a Juan aún más a mejorarse y pronto siente hambre nuevamente y en pocos días se recupera por completo de su enfermedad mientras los pájaros cantan "Vivoritas ¡Atención! Ranitas ¡Mucho cuidado! Juan Pirincho está curado y ha de darse un atracón".

## Ediciones e ilustradores
El dibujante Federico Ribas, casi omnipresente en la obra de Vigil, se encargó de ilustrar el cuento en al menos seis de las ediciones que se produjeron entre el lanzamiento del libro en 1943 hasta principios de las década de 1960. Paralelamente a la labor de Ribas, el cuento de Juan Pirincho tuvo una corta edición bajo el formato de minilibro en tapa blanda dividido en capítulos correlativos con ilustraciones de Alfredo Adduard.  En una tirada posterior realizada por Editorial Atlántida en la década de 1970 las ilustraciones estuvieron a cargo de Sara Conti quien firmaba en el libro bajo el pseudónimo de Chacha.